# Mel·lífer ventrenegre
El mel·lífer ventrenegre (Myzomela erythromelas) és un ocell de la família dels melifàgids (Meliphagidae).

## Hàbitat i distribució
Habita els boscos de l'illa de Nova Bretanya, a l'arxipèlag de Bismarck.